# Simone Orelli
Simone Orelli, noto anche come Simone da Locarno o Simone de Orello (Locarno, 1220 circa – Como, 1291 circa), è stato un condottiero svizzero nato nell'attuale Cantone Ticino.
Partecipò alle più importanti imprese militari determinanti per l'assetto politico delle terre tra quello che oggi definiamo Canton Ticino e la Lombardia di cui all’epoca era parte integrante, crocevia fondamentale per i collegamenti tra Italia del Nord e Europa centrale. Dotato di grandi capacità tattiche e di un carattere indomito, capace di renderlo quasi leggendario già da vivo, contribuì alla vittoria della famiglia dei Visconti sui Torriani, favorendo il sorgere della nuova Signoria.

## Biografia
Simone de Orello (o Orelli) comincia a distinguersi sulla scena politico-militare del XIII secolo attorno al 1240, quando, già rettore del Capitolo Milanese a Biasca insieme col fratello (o il padre?) Enrico, organizza la reazione contro l'imperatore tedesco Federico II: nel 1242 infatti Bellinzona, che era stata occupata dalle truppe tedesche, viene liberata da truppe milanesi antimperiali capitanate proprio da Simone.
Quando la notizia giunge a Milano, il Podestà Luchetto Grimaldi commenta col legato pontificio: «Le strade di Francia e di Germania ora sono aperte a noi e chiuse ai nemici; così che finalmente non dobbiamo più temere da lassù né l'impeto di quel Nerone, né il furore teutonico» - ove con l'espressione "quel Nerone" il Podestà si riferiva all'Imperatore Federico, che di quel "furore teutonico" era ovviamente a capo.
Resi baldanzosi dal fatto di poter contare su una base strategica importante come Bellinzona, i Milanesi allora mirano a consolidare il territorio circostante occupando le terre sotto il Monte Ceneri e i valichi limitrofi - sfidando così Como che reclamava quei territori come propri.
La guerra che ne deriva vede di nuovo Simone distinguersi con una nuova impresa che desta scalpore: a Gorgonzola riesce a bloccare truppe dirette contro Milano e, secondo quanto riporta il Giulini, a catturarne persino il condottiero, Re Enzo.
Così, la fiducia di cui già godeva Simone presso il Capitolo dei canonici milanesi non può che consolidarsi, tanto che, a conclusione (momentanea)della guerra tra Como e Milano, nel 1249, sebbene il trattato di pace riconosca a Como la signoria su Bellinzona e Locarno, agli Orelli viene riconosciuta la rettoria delle Tre valli ambrosiane di diretta proprietà del Capitolo Ambrosiano.
La situazione si mantiene pressoché stabile per una decina d'anni, finché le mai sopite tensioni tra guelfi e ghibellini, cioè tra Papato e Impero, che periodicamente si risolvevano in conflitti solo apparentemente locali in tutta Europa, fanno scoppiare a Milano la questione del soglio arcivescovile: i Torriani, che ormai hanno occupato tutte le cariche più importanti della città del Nord Italia, pretendono che anche la carica di Arcivescovo di Milano - tra le più remunerative - sia coperta da un loro parente (Raimondo Della Torre, già vescovo di Como); mentre il Papa, in oltraggio alla nuova politica filoimperiale dei Torriani, nomina Arcivescovo Ottone Visconti.
I Torriani reagiscono, impedendo di fatto a Ottone di insediarsi sulla cattedra milanese: con accuse pretestuose, gli è proibito di entrare in città, a lui e a tutti i suoi parenti e sostenitori - ed è, nuovamente, la guerra civile.
Gli scontri raggiungono naturalmente anche i possedimenti dell'Arcivescovado ed è proprio in quest'occasione che Simone viene fatto prigioniero, a Ponte Tresa, sul Lago di Lugano.
È il 1265 e per Simone inizia un incubo che durerà anni e anni di umiliazioni e privazioni: si dice che i Torriani lo appendessero tutti i giorni a una gabbia sospesa alle mura del Broletto di Milano, esposto al pubblico ludibrio, e che, dal canto suo, Simone resistesse con una forza d'animo eccezionale agli insulti e alle prove fisiche.
Secondo la tradizione, la pena sarebbe durata dodici anni. Non si capisce però come l'uomo abbia potuto sopravvivere così tanto tempo in quelle condizioni, tanto che è ipotizzabile che la sua resistenza sia stata esagerata per entrare nel  corpus di leggende che già stavano sorgendo  attorno al condottiero, lui vivente; ma pare certo che la prigionia, durata effettivamente una decina d'anni, non minò lo spirito battagliero del condottiero.
Quando infatti Matteo Orello, cugino di Simone, avendone certamente ereditato le qualità militari, riuscì a liberare nel 1273 il castello di Biasca, aprì una nuova fase nello scontro tra Visconti e Torriani, tanto che, indebolitesi le difese milanesi sul fronte settentrionale, in un'incursione nel territorio comasco, venne fatto prigioniero Accursio Cotica, notabile milanese, uomo evidentemente molto importante per il regime dei Torriani, tanto da far loro accettare, pur di riaverlo a Milano, uno scambio di prigionieri.
E il prigioniero del quale i Visconti chiesero la liberazione fu proprio Simone che, dopo aver giurato, al momento del rilascio, di non intraprendere mai più alcuna azione ostile contro il nuovo Governo di Milano, recuperate le forze, recuperò anche l'ardore bellicoso e si mise di nuovo a organizzare le forze dei Visconti per aiutare l'Arcivescovo a insediarsi finalmente al proprio posto.
Probabilmente è grazie al suo consiglio che l'offensiva viscontea, dopo la grave sconfitta della Battaglia della Guazzera, si spostò più a Nord, nel tentativo di forzare i confini settentrionali del Contado di Milano: la Battaglia di Germignaga rappresenta la prima tappa (fallimentare) dell'impresa, culminata poi nella fortunata Battaglia di Desio, che risolse l'annosa questione del conflitto tra Visconti e Torriani a favore dei primi.

### Fonti
- Fratris Stephanardi de Vicomercato, Liber de Rebus Gestis in Civitate Mediolani, ed. G. Calligaris, in RISS, n.e. IX, 1, Città di Castello 1912.
- Galvanei Flammae, Manipulus Florum, ed. Ludovico Muratori, in RISS, XI, Milano 1727, coll. 703s.
- Annales Placentini Gibellini, ed. P. Jaffè, in MGH, SS,XVIII, Hannoverae 1863, pp. 564s.
- A.S.M., Fondo religione p. a., cart. 170.

### Opere storiografiche
- Paolo Giovio, Le vite dei dodici Visconti prencipi di Milano, 1549.
- Tristano Calchus, Mediolanensis historiae patriae libri viginti, Mediolani 1627.
- Bernardino Corio, Historia di Milano, Padova 1646.
- Giorgio Giulini, Memorie spettanti alla storia, al governo ed alla descrizione della città e della campagna di Milano ne' secoli bassi, VIII, Milano.
- Petro Verri, Storia di Milano, I, Milano, 1783.
- Giovan Giuseppe Vagliano, Sommario delle vite ed azioni degli arcivescovi di Milano da San Barnaba sino al governo presente, Milano 1715.
- Luigi Osio, Cesare Cantù (a cura di), Documenti diplomatici tratti dagli archivj milanesi e coordinati, Volume 1, Milano, 1864.
- Gino Franceschini, La vita sociale e politica nel Duecento, in Storia di Milano, IV, Milano 1954, 115-392.
- E. Cattaneo, Ottone Visconti Arcivescovo di Milano, in Contributi all'Istituto di Storia Medievale, I, Milano 1968 (Scienze storiche, 10), 129-165.
- AA. VV., Storia di Milano, Treccani degli Alfieri, Milano 1957.
- Alfredo Bosisio, Storia di Milano, Milano 1978.
- Virgilio Gilardoni, Il Romanico: arte e monumenti della Lombardia Prealpina, Bellinzona, 1967.
- Paolo Ostinelli, Il governo delle anime: strutture ecclesiastiche nel Bellinzonese e nelle Valli ambrosiane (XIV-XV secolo), in: L'officina : Nuove ricerche sulla Svizzera italiana, vol. 11, Editore Dadò, Locarno 1998.
- AA.VV, Studia et documenta historiae et iuris, Volume 58, Ed. Pontificia Università lateranense. Pontificium Institutum Utriusque iuris, Roma.
- Emilio Motta (a cura di), Bollettino storico della Svizzera Italiana, Volumi 25-26, Bellinzona.
- Pierre Racine, Le col du Saint-Gothard, in Montagnes médiévales: XXXIVe Congrès de la SHMES, Chambéry, 23-25 mai 2003, ed. La Sorbonne, Paris, 2004.